# Petru Gavrilă
Petru Gavrilă este un fost membru al formației rock Luna amară, interpretează la chitară.